# Лудвіка
Лудвіка (швед. Ludvika) — місто (tätort, міське поселення) у центральній Швеції в лені Даларна. Адміністративний центр комуни Лудвіка, а частина території містечка входить до комуни Смедьєбакен.

## Географія
Місто знаходиться у південно-східній частині лена Даларна за 218 км на північний захід від Стокгольма.

## Історія
В середині XVI століття під час пошуку срібла в околицях нинішньої Лудвіки були відкриті поклади залізної руди. Оскільки Швеції залізо було так само потрібно, як і срібло, король Густав I Ваза розпорядився заснувати крунобрюк (kronobruk — чавуноливарний завод, що належить короні) у південній Даларні.
Місцевість годилася для залізнорудного промислу, оскільки навколо шахт росли густі ліси. Для виробництва деревного вугілля, необхідного для вироблення заліза з руди, були запрошені фінські сім'ї c умовою обміну права проживання на обов'язок виробляти деревне вугілля. Для приводу машин чавуноливарного заводу використовувалася вода протоки, що має нині назву Лудвіка Стрем, яка з'єднує озера Весман і Евре-Гіллен.
У XVII столітті в околицях Лудвіки відкриваються підприємства з переробки заліза, що дало істотний поштовх до збільшення населення поселення.
У XVIII столітті крунобрюк переходить у приватні руки. У Лудвіці відкриваються лісопилки і будується гребля. В кінці ХІХ століття Лудвіка починає перетворюватися в центр електротехнічного виробництва і сюди прокладають залізницю (1873 рік).
У 1919 році Лудвіка отримала статус міста.

## Герб міста
Герб було розроблено для міста Лудвіка. Отримав королівське затвердження 1920 року.
Сюжет герба: у синьому полі срібний хвилястий перев’яз ліворуч, на якому синій пучок стріл, обабіч перев'язу — по золотій лілії.
Пучок стріл означає розвинену електроенергетику. Лілії символізують політичних діячів Акселя Лілліє та Юнаса Цедеркрейца, які відіграли важливу роль в історії Лудвіки і мали зображення лілії у своїх гербах.
Після адміністративно-територіальної реформи, проведеної в Швеції на початку 1970-х років, муніципальні герби стали використовуватися лишень комунами. Цей герб був 1971 року перебраний для нової комуни Лудвіка.

## Населення
Населення становить 15 742 мешканців (2018).

## Спорт
У місті базуються футбольні клуби Лудвіка ФК, ІФК Лудвіка, «Естансбу» ІС (Лудвіка). А також діють гандбольний клуб Лудвіка ГФ та багато інших спортивних організацій.

## Галерея

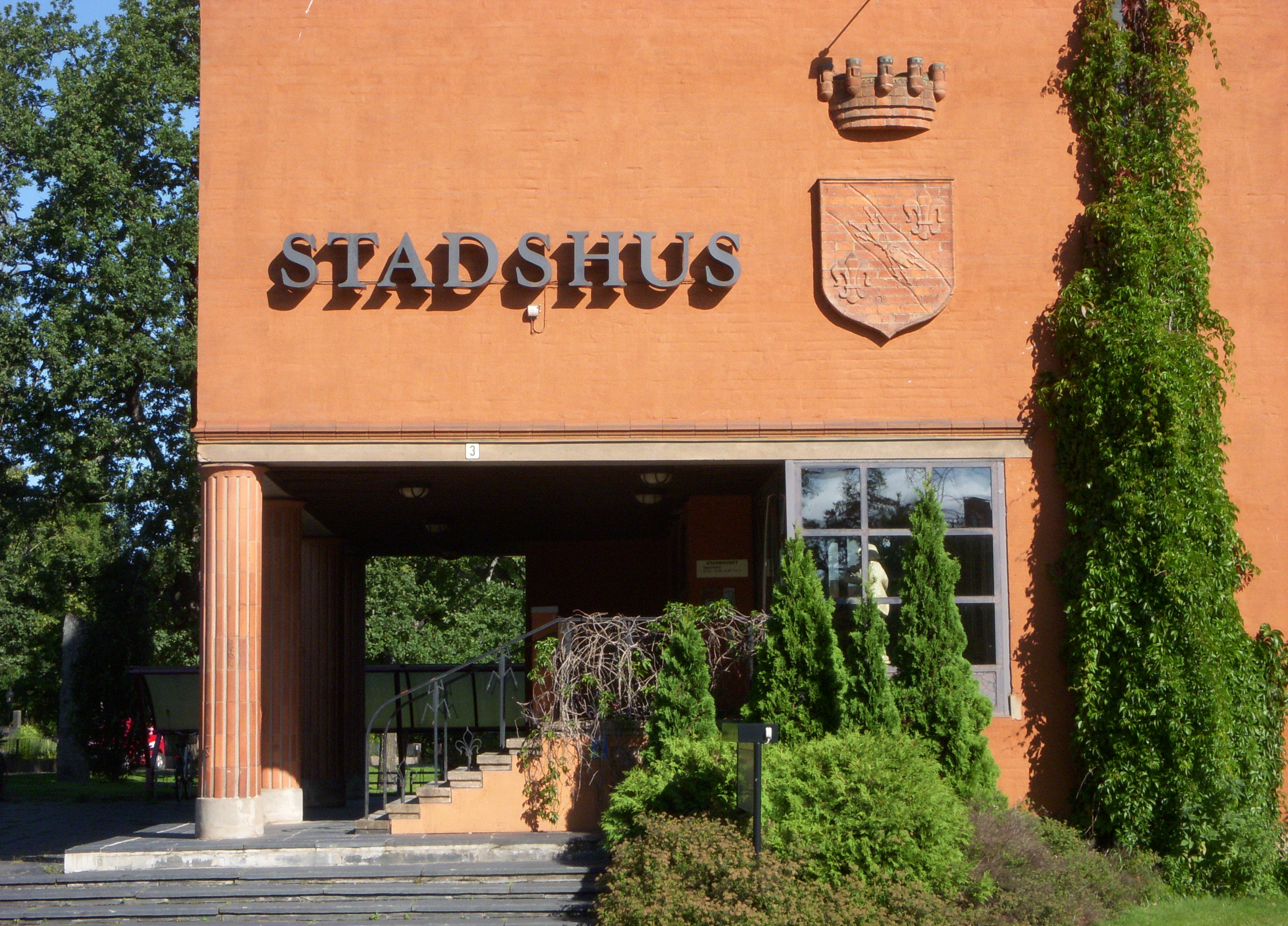
Управа комуни
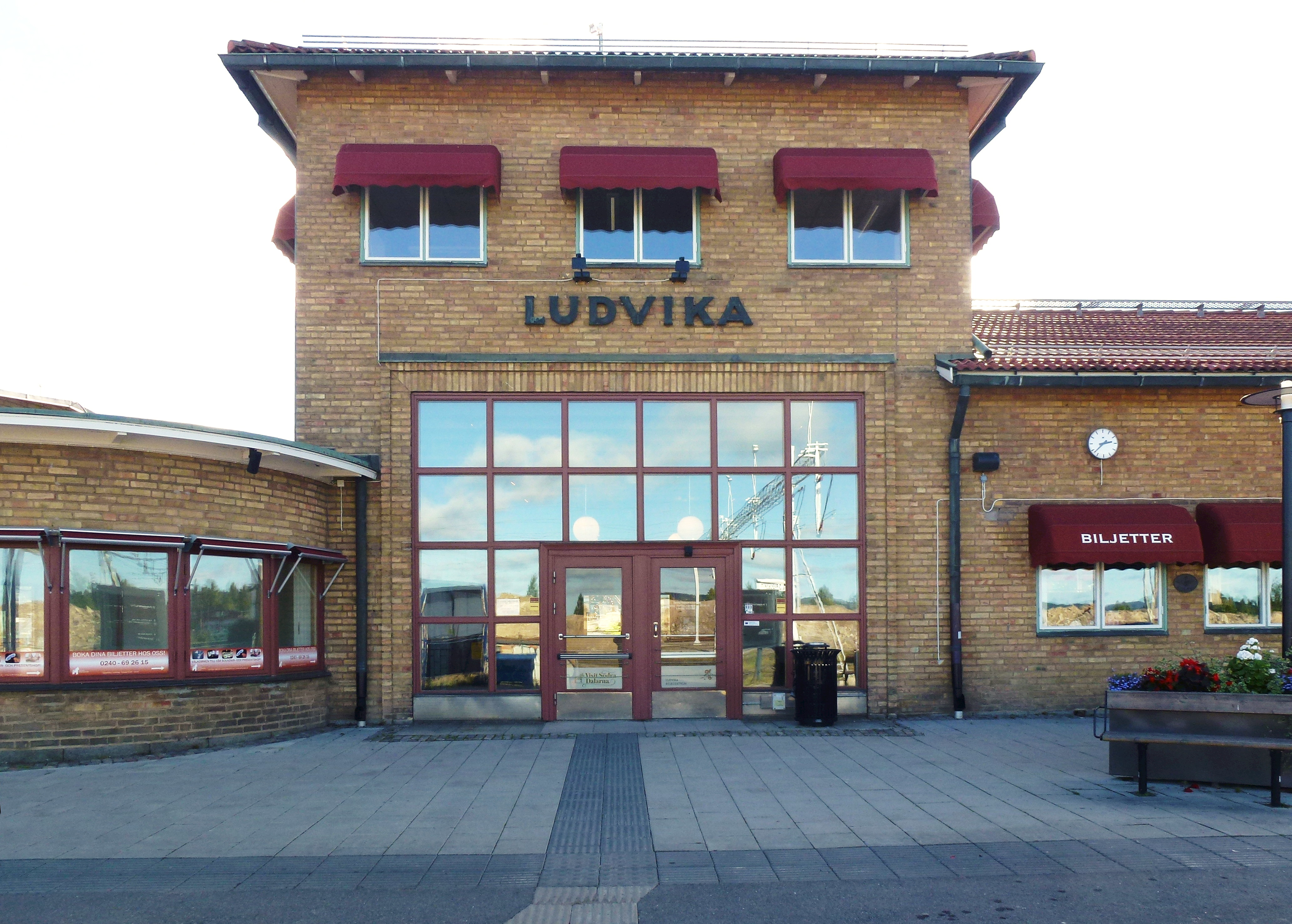
Залізнична станція
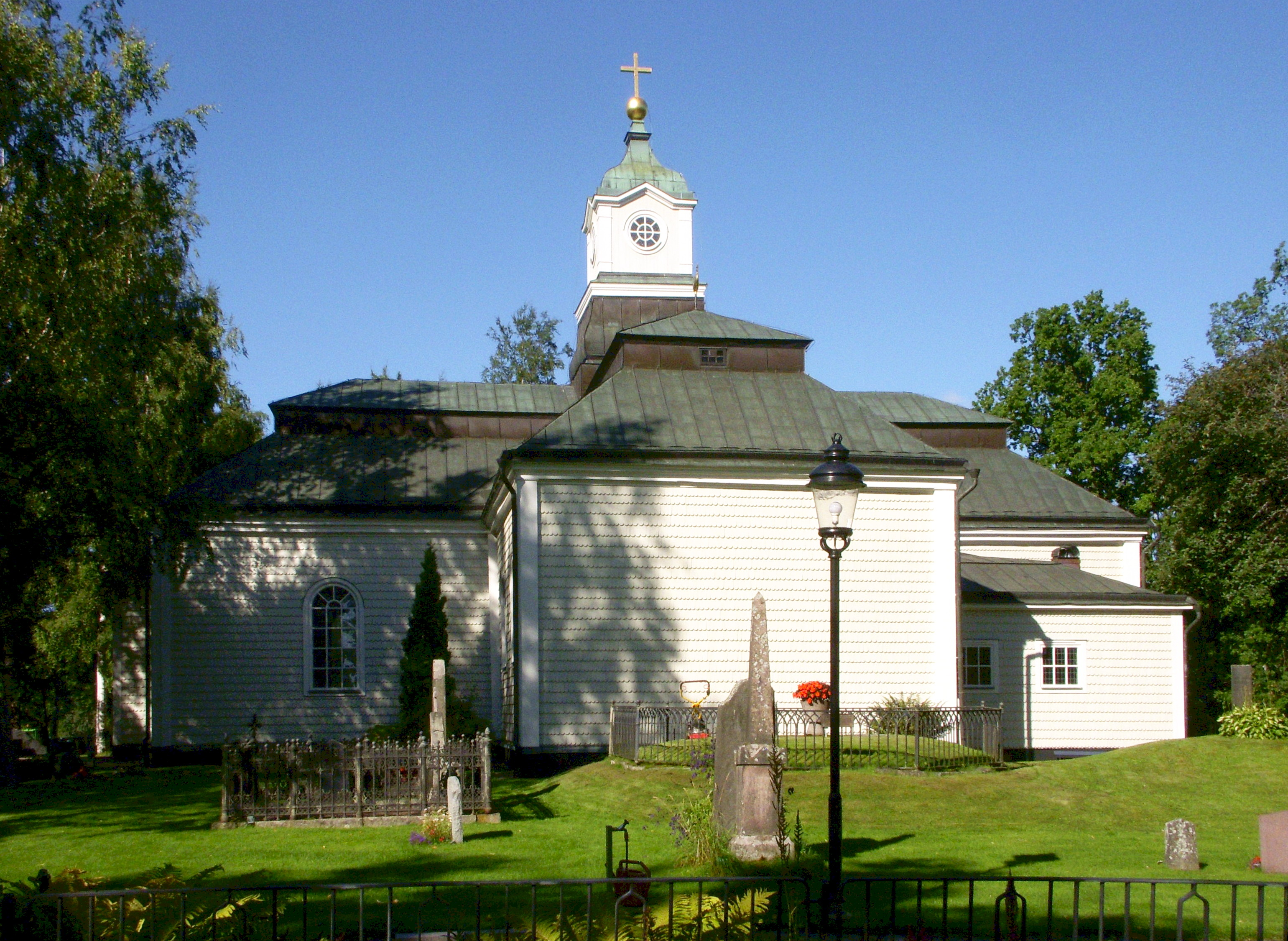
Церква
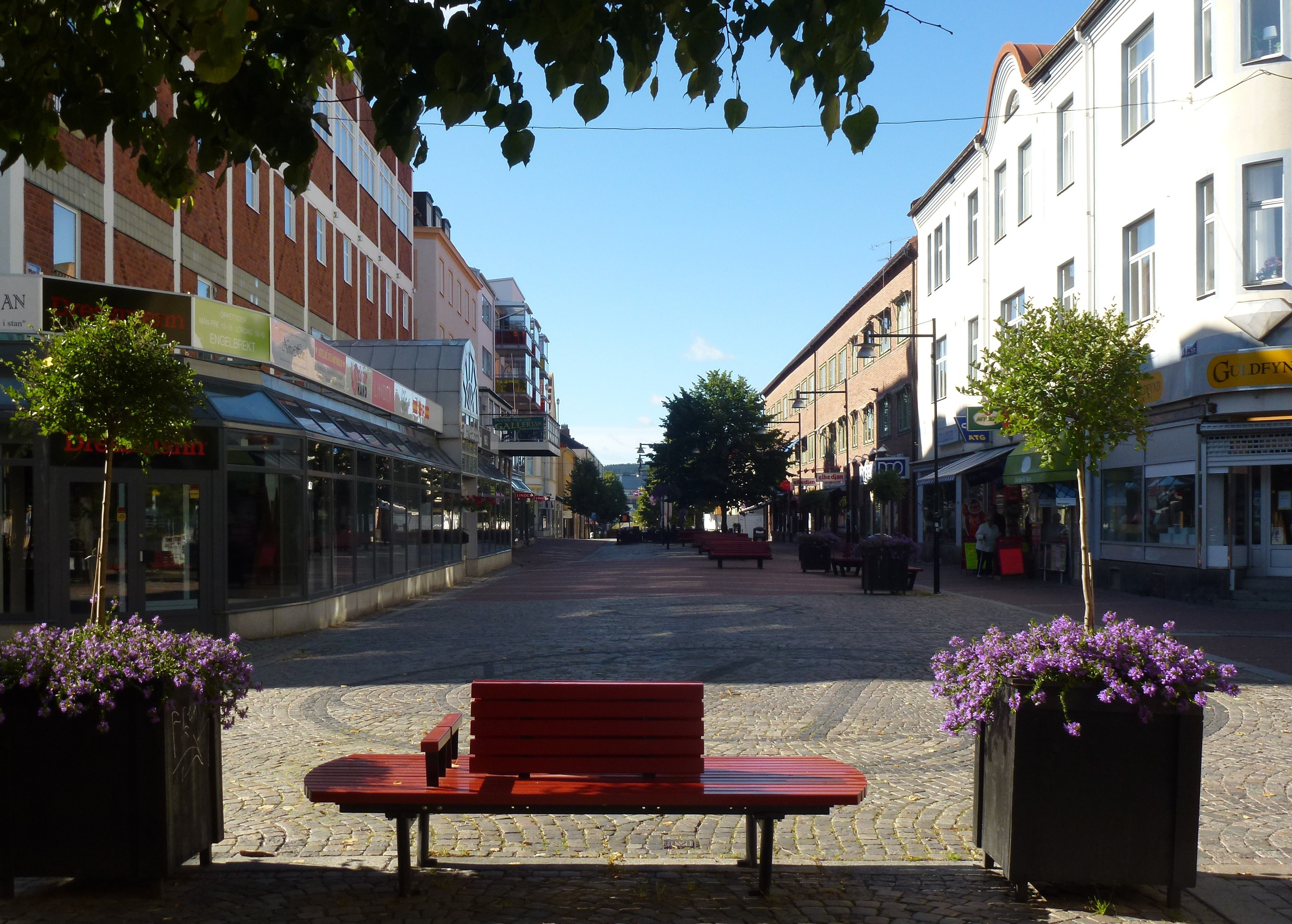
Вулиця Стургатан
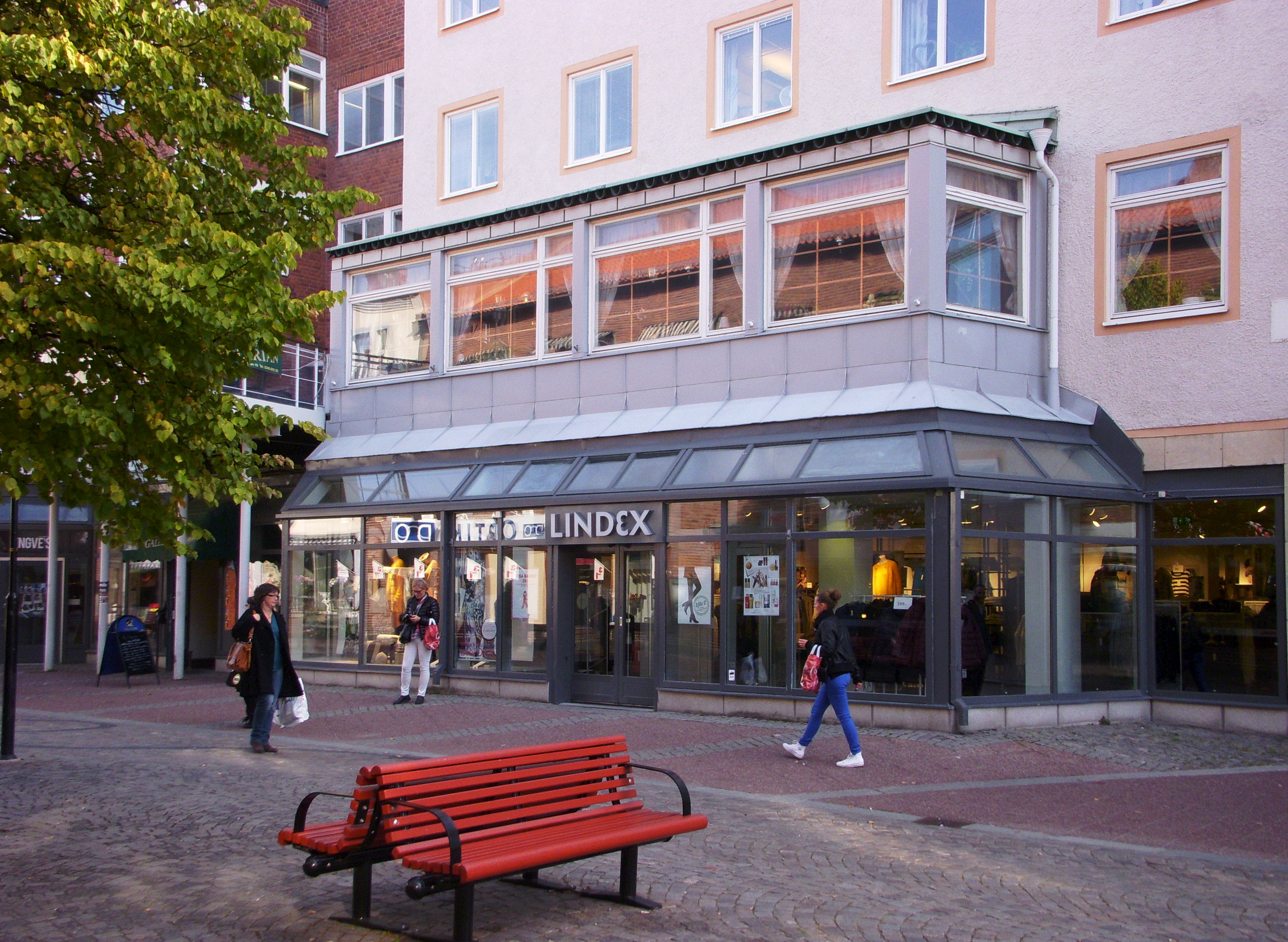
У центрі міста

## Покликання
- Сайт комуни Лудвіка [Архівовано 30 липня 2012 у Wayback Machine.]